# 克薩韋里夫
50°57′46″N 29°9′15″E / 50.96278°N 29.15417°E
克薩韋里夫（烏克蘭語：Ксаверів），是烏克蘭北部的村莊，隸屬日托米爾州的科羅斯滕區。該村始建於1634年，面積2.52平方公里，海拔高度162米，2001年人口439，人口密度每平方公里173.93人。